# Metazygia wittfeldae
Metazygia wittfeldae là một loài nhện trong họ Araneidae.
Loài này thuộc chi Metazygia. Metazygia wittfeldae được Henry Christopher McCooki miêu tả năm 1894.